# Минятис, Георгиос
Георгиос Минятис (греч. Γεώργιος Μηνιάτης; 1823, Аргостолион — 1895, Ливорно) — греческий художник и журналист 19-го века.

## Биография

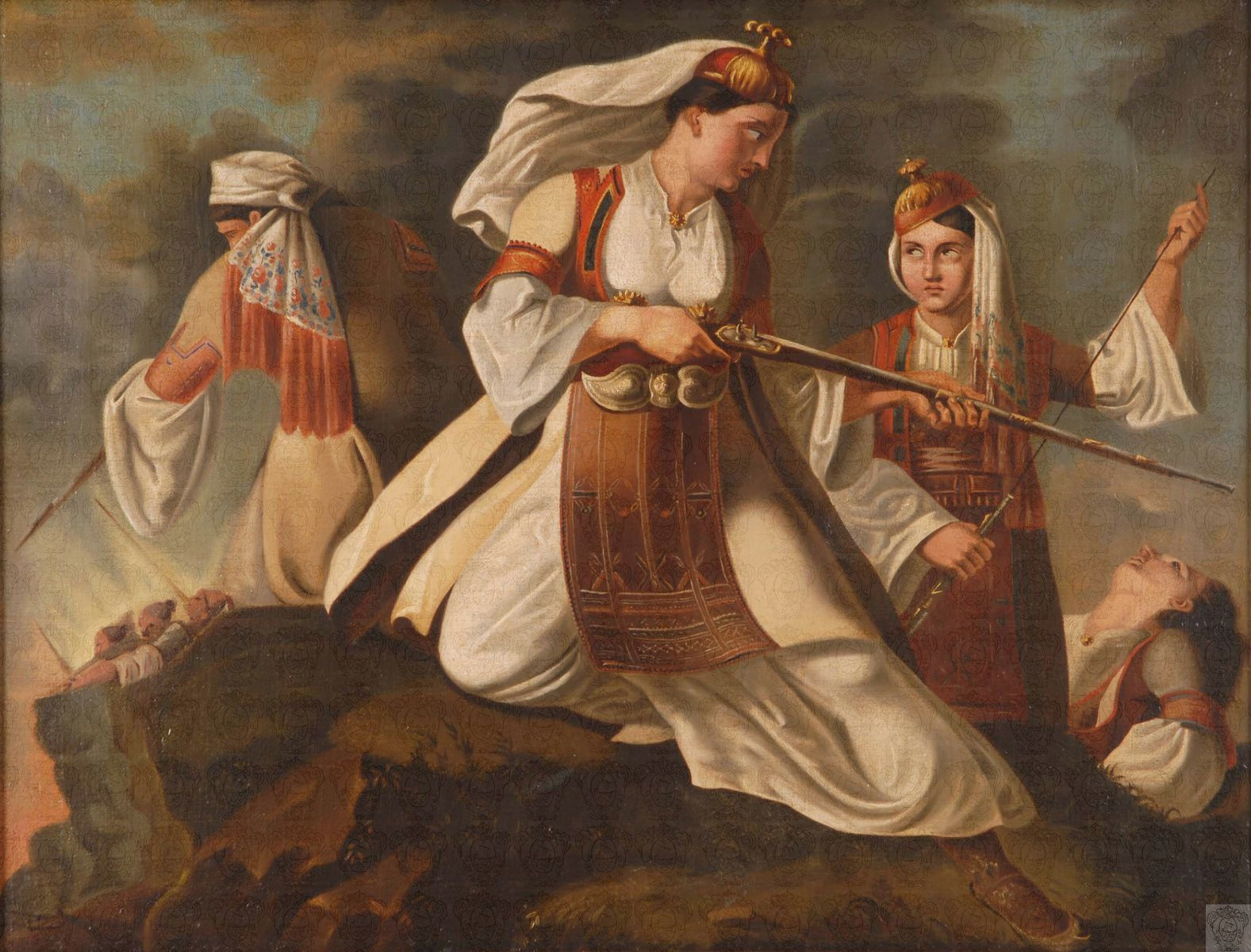
«Сулиотки»

Георгиос Минятис родился в 1823 году, в городе Аргостолион острова Кефалиния.
Происходил из рода известного кефалинийского проповедника и богослова, епископа Илиаса Минятиса (1669—1714).
Получил уроки живописи на своём острове, у Антонио Рифио. Продолжил своё художественное образование в Италии. Женился на проживавшей в Риме гречанке Маргарите Алвано. Маргарита была писательницей и происходила с острова Керкира.
Минятис упоминается не только как художник, но и как «Connoisseur» (Коносьер) средневекового искусства.
Вместе с женой, Минятис жил и работал в Италии, Франции, Швейцарии и Англии.
Будучи художником, Минятис работал также журналистом и иллюстрировал журнал London Illustrated News.
Умер Георгиос Минятис в Ливорно, в 1895 году.

## Работы

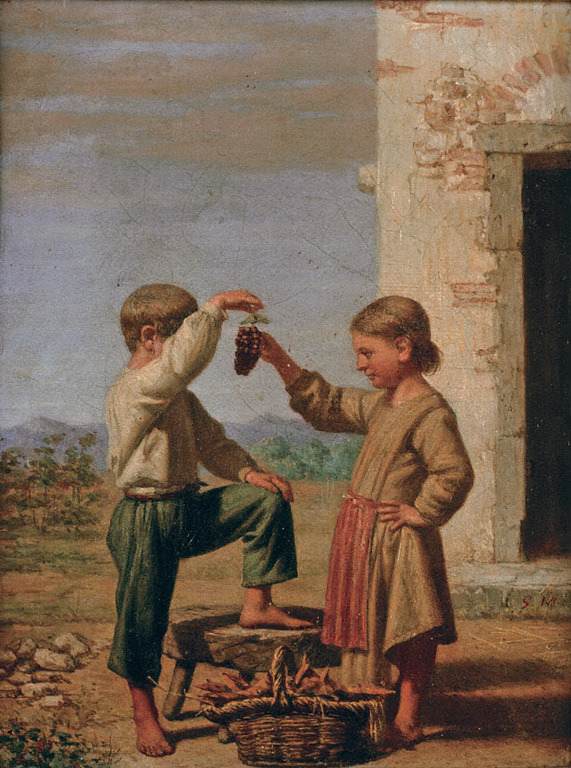
«Дети с гроздью винограда», Галерея Авероф.

Работы Минятиса немногочисленны. При этом некоторые из работ Минятиса не сохранились и знакомы только по фотографиям и названиям. Среди известных его работ перечислены:
- «Маргарита в тюрьме»
- «Прощание корсара». Работа была выставлена на международной выставке в Париже в 1855 году.
- «Маркос Боцарис».
- «сулиотки». За эту работу художник был награждён королём Георгом I.
- «Сцена из испанской инквизиции». Работа была подарена королю Георгу I.
- «Сапфо».
- «Воскресение Христа».
- «Женщина с ребёнком». Работа находится в историческом музее Аргостолиона.
- «Автопортрет». Сохранилась только фотография в издании «Словарь греческих художников и граверов»
- «Дети с гроздью винограда»
- «Портрет Спиридона Пилика». Сохранилась только фотография

Портрет профессора уголовного права и бывшего министра юстиции Греции, Спиридона Пилика, вызвал дебаты в прессе в сентябре 1863 года.
Минятис выполнил портрет по посмертной маске и последней фотографии покойного. Профессор долгие годы был больным и его лицо было перекошенным. Минятис искусно скрыл дефекты. Это вызвало дебаты в прессе о допустимых пределах вмешательства художника в отображении реальных лиц, о реальном и идеальном в искусстве портрета